# Generativa motståndarnätverk
Generativa motståndarnätverk (från engelska: generative adversarial network (GAN)) är en typ av maskininlärningsramverk framtaget av Ian Goodfellow m.fl. 2014 där två neuronnätverk tävlar mot varandra i ett nollsummespel. De två nätverken benämns vid namn "generatorn" samt "kritikern" eller "motståndaren". I originalutförandet tar generatorn in en slumpvektor som sedan uppsamplas med hjälp av transponerade faltningsnätverk med flera lager till en bild. Bilden matas sedan in i kritikern, ett vanligt faltningsnätverk, där utsignalen indikerar om bilden är genererad från generatorn eller utgör en verklig bild.   
Träningen sker i två steg; först får generatorn generera ett antal artificiella bilder, samtidigt som några verkliga bilder införskaffas. Kritikern tränas att avgöra vilken bild som är genererad respektive verklig. Sedan stoppas träningen och vikterna i kritikern hålls konstanta. Generatorn tränas att generera bilder där kritikern anser bilden vara verklig. Kritikern kan alltså anses vara en del av fel- eller förlustfunktionen och kallas därför för motståndarförlustfunktion. Dessa två träningsprocedurer alterneras sedan ett antal gånger tills önskat resultat uppnås. Kritikern tas sedan bort och generatorn kan generera realistiska bilder från slumpvektorer.